# Río Esca
Río Esca är ett vattendrag i Spanien. Det ligger i den nordöstra delen av landet, 300 km nordost om huvudstaden Madrid.